# پیچز (ترانه جک بلک)
«پیچز» (به انگلیسی: Peaches) ترانه‌ای از بازیگر و موسیقی‌دان آمریکایی جک بلک از فیلم نینتندو/ایلومینیشن تحت عنوان برادران سوپر ماریو می‌باشد؛ وی در این فیلم صداگذاری باوزر را نیز برعهده داشته بوده‌است. این ترانه در ۷ آوریل سال ۲۰۲۳ به‌عنوان تک‌آهنگ و به‌همراهٔ موسیقی‌متن منتشر گردید.